# 索菲羅城堡

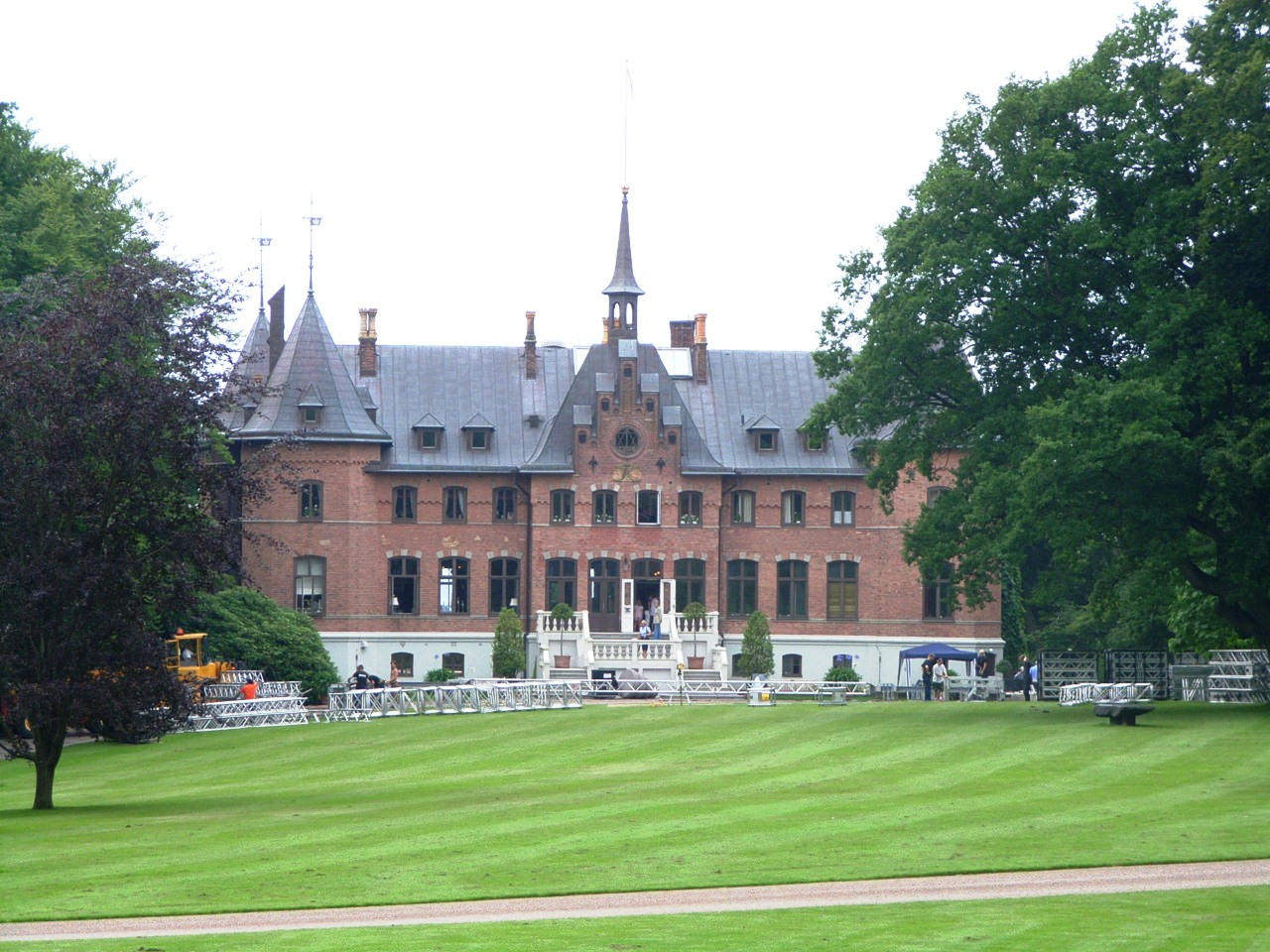

索菲羅城堡（瑞典語：Sofiero slott）是位於瑞典城市赫爾辛堡的一座城堡。索菲羅城堡修建於1864年，此後還進行了多次擴建。現在索菲羅城堡是一個旅遊景點，對一般公眾開放。